# Bicellariella cookae
Bicellariella cookae är en mossdjursart som beskrevs av Rao och Ganapati 1974. Bicellariella cookae ingår i släktet Bicellariella och familjen Bugulidae. Inga underarter finns listade i Catalogue of Life.